# Александро-Слободское сельское поселение
Александро-Слободское сельское поселение — сельское поселение в Заинском районе Республики Татарстан России.
Административный центр — село Александровская Слобода.
Сельское поселение граничит с Заинским городским поселением, Верхненалимским, Новоспасским, Поповским и Светлоозерским сельскими поселениями.

## Состав
В состав поселения входят 4 населённых пункта:
- село Александровская Слобода,
- село Киселёвка,
- посёлок Красный Яр,
- посёлок Урал.

## Население
| 2010 | 2011 | 2012 | 2013 | 2014 | 2015 | 2016 |
| ---- | ---- | ---- | ---- | ---- | ---- | ---- |
| 597  | →597 | →597 | ↗598 | ↘576 | ↗578 | ↘565 |
| 2017 | 2018 |      |      |      |      |      |
| ↘562 | ↗564 |      |      |      |      |      |